# Eleições estaduais no Pará em 1998
As eleições estaduais no Pará ocorreram em 4 de outubro como parte das eleições gerais em 26 estados e no Distrito Federal. Foram eleitos então o governador Almir Gabriel, o vice-governador Hildegardo Nunes, o senador Luiz Otávio, 17 deputados federais e 41 estaduais. Como nenhum candidato a governador alcançou a metade mais um dos votos válidos na eleição, houve um segundo turno em 25 de outubro e pelo texto da Constituição e da Lei nº. 9.504, a posse seria em 1º de janeiro de 1999, para quatro anos de mandato já sob o espectro da reeleição.
Graduado em Medicina na Universidade Federal do Pará, com especialização em Cirurgia Torácica pelo Serviço Nacional de Tuberculose no Rio de Janeiro e em Cirurgia Cardiovascular quando residiu em São Paulo, Almir Gabriel exerceu por duas vezes a direção do Sanatório Barros Barreto em Belém. No Governo Ernesto Geisel foi diretor da Divisão Nacional de Pneumologia Sanitária e secretário interino de Programas Especiais de Saúde sob o comando do ministro da Saúde, Paulo de Almeida Machado. No segundo governo de Alacid Nunes foi secretário de Saúde e prefeito biônico de Belém no primeiro governo Jader Barbalho, administrando assim a cidade onde nasceu. Aliado àquele político, elegeu-se senador pelo PMDB em 1986. Rompido com o jaderismo, ingressou no PSDB e foi candidato a vice-presidente da República em 1989 na chapa de Mário Covas. Em 1990 disputou o governo do Pará à frente de uma coligação de esquerda, mas não obteve sucesso, contudo foi eleito governador em 1994 sendo agora reeleito.
O vice-governador foi eleito é o engenheiro agrônomo Hildegardo Nunes. Nascido na cidade do Rio de Janeiro e formado na Universidade Federal Rural da Amazônia, foi secretário de Agricultura no primeiro governo Almir Gabriel e agora faz a sua estreia na vida política via PTB. Sua ascendência mostra que é filho de Alacid Nunes e neto de Abel Figueiredo.
Na eleição para senador o vitorioso foi Luiz Otávio Campos. Empresário nascido em Belém, foi secretário de Transportes no governo Hélio Gueiros. Formado em Administração de Empresas pela Universidade da Amazônia, foi eleito vereador na capital paraense pelo PMDB em 1992 e deputado estadual pelo PFL em 1994 chegando à presidência da Assembleia Legislativa do Pará sendo agora eleito senador pelo PPB.

## Resultado da eleição para governador

### Primeiro turno
Segundo o Tribunal Regional Eleitoral do Pará houve 1.735.915 votos nominais (80,84%), 226.499 votos em branco (10,55%) e 184.918 votos nulos (8,61%) resultando no comparecimento de 2.147.332 eleitores. As abstenções somaram 1.071.191 votos (33,28%) dentre os 3.218.523 eleitores inscritos.
| Candidatos a governador do estado | Candidatos a vice-governador | Número | Coligação                                                           | Votação | Percentual |
| --------------------------------- | ---------------------------- | ------ | ------------------------------------------------------------------- | ------- | ---------- |
| Almir Gabriel PSDB                | Hildegardo Nunes PTB         | 45     | União pelo Pará (PSDB, PTB, PPB, PL, PSC, PPS, PMN, PSD, PV, PTdoB) | 773.185 | 44,54%     |
| Jader Barbalho PMDB               | Parsifal Pontes PMDB         | 15     | Caminhando com o Trabalho (PMDB, PFL)                               | 630.872 | 36,34%     |
| Ademir Andrade PSB                | Geraldo Pastana PT           | 40     | Frente do Povo (PSB, PT, PCdoB, PCB)                                | 296.563 | 17,08%     |
| Cacilda Pinto PSTU                | José da Piedade Farias PSTU  | 16     | PSTU (sem coligação)                                                | 26.160  | 1,51%      |
| Roberto de Carvalho PRONA         | Ana Catarina Negrão PRONA    | 56     | PRONA (sem coligação)                                               | 9.135   | 0,53%      |

### Segundo turno
Segundo o Tribunal Regional Eleitoral do Pará houve 1.821.246 votos nominais (80,84%), 25.548 votos em branco (10,55%) e 70.687 votos nulos (8,61%) resultando no comparecimento de 1.917.481 eleitores.
| Candidatos a governador do estado | Candidatos a vice-governador | Número | Coligação                                                           | Votação | Percentual |
| --------------------------------- | ---------------------------- | ------ | ------------------------------------------------------------------- | ------- | ---------- |
| Almir Gabriel PSDB                | Hildegardo Nunes PTB         | 45     | União pelo Pará (PSDB, PTB, PPB, PL, PSC, PPS, PMN, PSD, PV, PTdoB) | 981.409 | 53,89%     |
| Jader Barbalho PMDB               | Parsifal Pontes PMDB         | 15     | Caminhando com o Trabalho (PMDB, PFL)                               | 839.838 | 46,11%     |

## Resultado da eleição para senador
Segundo o Tribunal Regional Eleitoral do Pará houve 1.655.255 votos nominais (77,08%), 303.008 votos em branco (14,11%) e 189.069 votos nulos (8,81%), resultando no comparecimento de 2.147.332 eleitores. As abstenções somaram 1.071.191 votos (33,28%) dentre os 3.218.523 eleitores inscritos.
| Candidatos a senador da República | Primeiro suplente de senador | Número | Coligação                                                           | Votação | Percentual |
| --------------------------------- | ---------------------------- | ------ | ------------------------------------------------------------------- | ------- | ---------- |
| Luiz Otávio Campos PPB            | Antônio Jorge Hamad PSDB     | 11     | União pelo Pará (PSDB, PPB, PTB, PL, PSC, PPS, PMN, PSD, PV, PTdoB) | 609.026 | 36,80%     |
| Ana Júlia Carepa PT               | José Nery PT                 | 13     | Frente do Povo (PSB, PT, PCdoB, PCB)                                | 567.308 | 34,27%     |
| Hélio Gueiros PFL                 | Hélio Gueiros Junior PFL     | 25     | Caminhando com o Trabalho (PMDB, PFL)                               | 448.379 | 27,09%     |
| Claiton Coffy PSTU                | Luiz Otávio Lobato PSTU      | 16     | PSTU (sem coligação)                                                | 15.277  | 0,92%      |
| Edvaldo Leite PRONA               | Clóvis Lago PRONA            | 56     | PRONA (sem coligação)                                               | 15.265  | 0,92%      |

## Deputados federais eleitos
São relacionados os candidatos eleitos com informações complementares da Câmara dos Deputados. Ressalte-se que os votos em branco eram considerados válidos para fins de cálculo do quociente eleitoral nas disputas proporcionais até 1997, quando essa anomalia foi banida de nossa legislação.

Representação eleita
  PMDB: 4
  PSDB: 4
  PFL: 3
  PT: 3
  PPB: 1
  PTB: 1
  PDT: 1

Fonteː
| Número | Deputados federais eleitos | Partido | Votação | Percentual | Cidade onde nasceu | Unidade federativa |
| 2555   | Vic Pires Franco           | PFL     | 92.214  | 5,36%      | Belém              | Pará               |
| 1511   | Elcione Barbalho           | PMDB    | 88.742  | 5,15%      | Belém              | Pará               |
| 4560   | Anivaldo Vale              | PSDB    | 65.691  | 3,82%      | Ipanema            | Minas Gerais       |
| 1515   | José Priante               | PMDB    | 60.094  | 3,49%      | Belém              | Pará               |
| 1311   | Paulo Rocha                | PT      | 58.405  | 3,39%      | Terra Alta         | Pará               |
| 1313   | Valdir Ganzer              | PT      | 53.065  | 3,08%      | Iraí               | Rio Grande do Sul  |
| 2522   | Raimundo Santos            | PFL     | 49.517  | 2,88%      | Santarém           | Pará               |
| 4567   | Zenaldo Coutinho           | PSDB    | 49.412  | 2,87%      | Belém              | Pará               |
| 1550   | Jorge Costa                | PMDB    | 48.297  | 2,81%      | Capanema           | Pará               |
| 1115   | Gerson Peres               | PPB     | 43.993  | 2,56%      | Cametá             | Pará               |
| 4550   | Nicias Ribeiro             | PSDB    | 42.000  | 2,44%      | Belém              | Pará               |
| 4590   | Nilson Pinto               | PSDB    | 40.588  | 2,36%      | Belém              | Pará               |
| 1456   | Josué Bengtson             | PTB     | 40.253  | 2,34%      | Getulina           | São Paulo          |
| 2525   | Deusdeth Pantoja           | PFL     | 39.643  | 2,30%      | Igarapé-Miri       | Pará               |
| 1580   | Renildo Leal               | PMDB    | 38.016  | 2,21%      | Prado              | Bahia              |
| 1314   | João Batista Babá          | PT      | 32.414  | 1,88%      | Faro               | Pará               |
| 1212   | Giovani Queiroz            | PDT     | 31.730  | 1,84%      | Campina Verde      | Minas Gerais       |

## Deputados estaduais eleitos
Foram eleitos quarenta e um (41) deputados federais pelo estado.

Representação eleita
  PSDB: 8
  PMDB: 8
  PPB: 4
  PT: 4
  PFL: 3
  PL: 3
  PDT: 3
  PTB: 3
  PSD: 2
  PSB: 1
  PPS: 1
  PCdoB: 1

Fonteː
| Número | Deputados estaduais eleitos                  | Partido | Votação | Percentual | Cidade onde nasceu   | Unidade federativa |
| 41111  | Duciomar Costa                               | PSD     | 37.350  | 2,03%      | Tracuateua           | Pará               |
| 25133  | Pastor Carlos de Jesus                       | PFL     | 29.456  | 1,60%      |                      |                    |
| 11110  | José Rodrigues de Souza Neto (Zé Neto)       | PPB     | 23.282  | 1,27%      |                      |                    |
| 11115  | Cipriano Sabino de Oliveira Júnior           | PPB     | 22.072  | 1,20%      | Prainha              | Pará               |
| 22120  | Luiz Afonso de Proença Sefer                 | PL      | 21.977  | 1,20%      | Belém                | Pará               |
| 45151  | Maria de Lourdes Lima de Oliveira            | PSDB    | 21.718  | 1,18%      | Irituia              | Pará               |
| 45144  | Zeca Araújo                                  | PSDB    | 21.190  | 1,15%      | Belém                | Pará               |
| 45110  | Martinho Carmona                             | PSDB    | 20.832  | 1,13%      | Belém                | Pará               |
| 11120  | Antenor Fonseca de Oliveira (Antenor Bararú) | PPB     | 18.187  | 0,99%      | Santa Luzia do Pará  | Pará               |
| 45112  | Mário Couto                                  | PSDB    | 17.663  | 0,96%      | Salvaterra           | Pará               |
| 15109  | Haroldo Martins                              | PMDB    | 17.520  | 0,95%      | Cametá               | Pará               |
| 45188  | Faisal Hussain                               | PSDB    | 17.086  | 0,93%      | Agudos               | São Paulo          |
| 12234  | Francisco Victer                             | PDT     | 16.477  | 0,90%      | Juiz de Fora         | Minas Gerais       |
| 45147  | Elza Miranda                                 | PSDB    | 16.276  | 0,89%      | Marabá               | Pará               |
| 12120  | Luís Cunha                                   | PDT     | 16.161  | 0,88%      | Augusto Corrêa       | Pará               |
| 45125  | Antônio Armando                              | PSDB    | 16.102  | 0,88%      | Marituba             | Pará               |
| 12101  | Zequinha Marinho                             | PDT     | 16.060  | 0,87%      | Araguacema           | Tocantins          |
| 14110  | Pio X                                        | PTB     | 15.819  | 0,86%      |                      |                    |
| 40150  | Capitão Ivanildo                             | PSB     | 15.583  | 0,85%      | Maracanã             | Pará               |
| 45150  | Cezar Colares                                | PSDB    | 15.318  | 0,83%      | Belém                | Pará               |
| 15115  | Gabriel Guerreiro                            | PMDB    | 15.017  | 0,82%      | Oriximiná            | Pará               |
| 13123  | Maria do Carmo                               | PT      | 14.612  | 0,80%      | Santarém             | Pará               |
| 13500  | Zé Geraldo                                   | PT      | 14.589  | 0,79%      | São Gabriel da Palha | Espírito Santo     |
| 14555  | Claudinei Furman                             | PTB     | 13.858  | 0,75%      | Brasília             | Distrito Federal   |
| 15105  | Zé Lima                                      | PMDB    | 13.555  | 0,74%      |                      |                    |
| 25125  | André Teixeira Dias                          | PFL     | 13.459  | 0,73%      | Belém                | Pará               |
| 11151  | Rosa de Fátima Barge Hage                    | PPB     | 13.356  | 0,73%      | Belém                | Pará               |
| 15192  | Hélio Leite                                  | PMDB    | 12.808  | 0,70%      |                      |                    |
| 15111  | Durbiratan de Almeida Barbosa (Bira)         | PMDB    | 12.562  | 0,68%      | Chaves               | Pará               |
| 15135  | Di                                           | PMDB    | 12.481  | 0,68%      |                      |                    |
| 14610  | Bosco                                        | PTB     | 12.189  | 0,66%      |                      |                    |
| 15195  | Antônio Rocha                                | PMDB    | 12.034  | 0,65%      | Santarém             | Pará               |
| 15156  | Cristina                                     | PMDB    | 11.706  | 0,64%      |                      |                    |
| 22123  | Nadir Neves                                  | PL      | 11.579  | 0,63%      |                      |                    |
| 22123  | Soares                                       | PL      | 10.551  | 0,57%      |                      |                    |
| 13513  | Mário Cardoso                                | PT      | 10.542  | 0,57%      |                      |                    |
| 13131  | Araceli                                      | PT      | 10.335  | 0,56%      |                      |                    |
| 25234  | Murilo                                       | PFL     | 8.971   | 0,49%      |                      |                    |
| 23611  | Cláudio Almeida                              | PPS     | 7.890   | 0,43%      |                      |                    |
| 41101  | Sarub                                        | PSD     | 7.178   | 0,39%      |                      |                    |
| 65123  | Sandra Batista                               | PCdoB   | 6.525   | 0,36%      |                      |                    |